# Alba (bokförlag)
Bokförlaget Alba (Bokförlags AB Alba) var ett av Bonniers helägt bokförlag. Det grundades 1977 med Daniel Hjorth som chef. Alba skapades för att ge ut kvalificerad skönlitteratur i små upplagor billigare än vad huvudförlaget Albert Bonniers Förlag kunde göra. Detta var möjligt genom Albas mindre organisation och enklare utstyrsel på böckerna. Omorganisationen nödvändiggjordes av förlagskrisen.
Författare som var utgivna på eller antagna av Bonniers tillfrågades huruvida de ville ges ut på Alba. Till dem som gavs ut på Alba hörde Eva Ström och den etablerade Kristina Lugn, vilket gav Alba en god början. Andra Albaförfattare var debutanten Stig Larsson och Sven Fagerberg. 
Alba slogs 1992 samman med Bonnier Fakta till Bonnier Alba med Björn Linnell som chef. Cirkeln slöts 1998 när Bonnier Alba gick upp i Albert Bonniers Förlag.